# Carneades championi
Carneades championi là một loài bọ cánh cứng trong họ Cerambycidae.